# Upadłość konsumencka
Ten artykuł należy dopracować:

przedstawiono sytuację tylko z polskiej perspektywy – artykuł powinien być przekrojowy.
Pomóż go poprawić. Na stronie dyskusji mogą znajdywać się pomocne komentarze.
Upadłość konsumencka – redukcja lub umorzenie zobowiązań osoby fizycznej nieprowadzącej działalności gospodarczej w przypadku zaistnienia niezawinionej niewypłacalności wprowadzona 31 marca 2009 roku do polskiego prawa upadłościowego i naprawczego. 31 grudnia 2014 roku wprowadzona została nowelizacja upadłości konsumenckiej, istotnie liberalizująca przesłanki ogłoszenia upadłości. Z dniem 24 marca 2020 r. weszła w życie ustawa z dnia 30 sierpnia 2019 r. o zmianie ustawy – Prawo upadłościowe oraz niektórych innych ustaw, która wprowadziła dalszą liberalizację przesłanek, od zaistnienia których uzależnione jest ogłoszenie upadłości konsumenckiej. 

## Wszczęcie postępowania sądowego
O ogłoszeniu upadłości decyduje sąd rejonowy (gospodarczy wydział upadłościowy) na wniosek dłużnika. Wierzyciel posiada uprawnienie do przymusowego wszczęcia tego rodzaju postępowania jedynie, gdy dłużnikiem jest były przedsiębiorca. Zgodnie bowiem z art. 8 ustawy z dnia 28 lutego 2003 r. Prawo upadłościowe: „Wierzyciel może złożyć wniosek o ogłoszenie upadłości osoby fizycznej, która była przedsiębiorcą, także po zaprzestaniu prowadzenia przez nią działalności gospodarczej, jeżeli od dnia wykreślenia z właściwego rejestru nie upłynął rok. Postępowanie toczy się według przepisów tytułu V części trzeciej.” W takiej sytuacji postępowanie toczy się według przepisów dotyczących upadłości konsumenckiej.   
Nowelizacja ustawy ułatwiła dostęp do upadłości konsumenckiej, likwidując bariery prawne i finansowe (np. w zakresie obniżenia wysokości opłat sądowych i kosztów ogłoszeń czy ustalenia wysokości wynagrodzeń syndyków na poziomie wielokrotnie niższym niż wynagrodzenia komorników). Nowelizacja wprowadziła też uproszczoną treść wniosków o ogłoszenie upadłości konsumenckiej i inne ułatwienia w toku postępowania upadłościowego, czyniąc je bardziej przyjaznym dla potencjalnych wnioskodawców.
Aby skorzystać z tej instytucji, należy złożyć wniosek o ogłoszenie upadłości do właściwego sądu upadłościowego. 

## Przesłanki umożliwiające ogłoszenie upadłości konsumenckiej
Ustawa z dnia 30 sierpnia 2019 r. o zmianie ustawy – Prawo upadłościowe oraz niektórych innych ustaw (w większości weszła w życie z dniem 24 marca 2020 r.) ograniczyła, w stosunku do stanu prawnego sprzed tej daty, przesłanki, od spełnienia których uzależnione było ogłoszenie przez sąd upadłości konsumenckiej. Uchylony został bowiem art. 4914 Prawa upadłościowego.
W obecnym stanie prawnym należy spełniać dwa zasadnicze wymogi. Po pierwsze, w chwili składania wniosku o ogłoszenie upadłości konsumenckiej należy posiadać status osoby fizycznej nieprowadzącej działalności gospodarczej, a więc być konsumentem. Po drugie, sąd może wszcząć postępowanie upadłościowe, jeżeli dłużnik jest niewypłacalny, tzn. utracił zdolność do wykonywania wymagalnych zobowiązań pieniężnych, i sytuacja ta jest trwała. Domniemywa się, że dłużnik utracił zdolność do wykonywania swoich wymagalnych zobowiązań pieniężnych, jeżeli opóźnienie w wykonaniu zobowiązań pieniężnych przekracza trzy miesiące.
Nowelizacja Prawa upadłościowego z dnia 30 sierpnia 2019 r. w praktyce otworzyła również drogę do ogłoszenia upadłości konsumenckiej byłym przedsiębiorcom. Poprzednie przepisy pozwalały bowiem ogłosić upadłość byłego jednoosobowego przedsiębiorcy, jeżeli spełniał on określone warunki, zwłaszcza jeżeli wykazał, że będąc do tego zobowiązany, w okresie 10 laty przed złożeniem wniosku o ogłoszenie upadłości konsumenckiej złożył wniosek o upadłość jako przedsiębiorca. Nowelizacja uchyliła również i ten warunek.
Po 24 marca 2020 r., właściwy sąd upadłościowy, rozpoznając wniosek o ogłoszenie upadłości konsumenckiej, nie bada już, czy do powstania stanu niewypłacalności lub zwiększenia jej stopnia doszło wskutek umyślnego zawinionego działania czy też wskutek rażącego niedbalstwa. Powyższe okoliczności mają natomiast istotny wpływ na kwestie związane z ustaleniem planu spłaty wierzycieli, rzutując na okres, na jaki sąd może ustalić taki plan spłaty.

## Tryby postępowania
W postanowieniu o ogłoszeniu upadłości konsumenckiej sąd określa, według jakiego trybu będzie prowadzone w dalsze postępowanie upadłościowe. Art. 4911 ustawy z dnia 28 lutego 2003 r. Prawo upadłościowe, przewiduje w tym względzie dwa zasadnicze tryby. Tzw. tryb uproszczony, ze zwiększoną obecnie rolą syndyka masy upadłości, bez konieczności powoływania sędziego-komisarza, czy przygotowywania planu podziału funduszy pochodzących z likwidacji majątku upadłego. Postępowanie upadłościowe jest wówczas prowadzone w oparciu o przepisy tytułu V Prawa upadłościowego. Jeżeli natomiast jest to uzasadnione znacznym rozmiarem majątku dłużnika, znaczną liczbą wierzycieli lub innymi uzasadnionymi przewidywaniami co do zwiększonego stopnia skomplikowania postępowania, to postępowanie upadłościowe toczyć się w oparciu o przepisy części pierwszej Prawa upadłościowego. W tym przypadku postępowanie jest bardziej rozbudowane, ustanowiony zostaje sędzia-komisarz, który nadzoruje całe postępowanie.

## Majątek niepodlegający zajęciu
Obowiązkiem konsumenta – dłużnika jest wymienienie we wniosku i późniejsze wskazanie syndykowi składników swojego majątku. Zajęciu (objęciu do masy upadłości) nie podlegają wszystkie składniki majątku, a jedynie te, które posiadają faktyczną wartość rynkową i są możliwe do zbycia. Istnieje szeroki katalog rzeczy i praw, które nie podlegają zajęciu. Jest on określony w dziale V tytułu I części III Kodeksu postępowania cywilnego zatytułowanym „Ograniczenia egzekucji”.
Katalog ten zapewnia utrzymanie egzystencjalnych podstaw funkcjonowania dłużnika i jego rodziny. Upadłość konsumencka pozwala na godne życie po wszczęciu tego postępowania i przy możliwie maksymalnym zaspokojeniu wierzycieli z faktycznie wartościowego majątku dłużnika, doprowadzenie ostatecznie do oddłużenia konsumenta celem przywrócenia mu zdolności do normalnego funkcjonowania w społeczeństwie.

## Licytacja majątku i spłata wierzycieli
Majątek podlegający zajęciu (głównie domy, mieszkania, działki rekreacyjne, czy samochody lub jachty) zostaje zlicytowany, a uzyskane sumy pieniężne zostają przeznaczone na proporcjonalną spłatę wierzytelności. Zajęciu może podlegać również część wynagrodzenia za pracę uzyskiwanego przez upadłego dłużnika. Syndyk, sumę pochodzącą z likwidacji masy upadłości, dzieli między wierzycieli w ramach ustalonego planu spłaty, w kolejności ich uprzywilejowania.

## Plan spłaty i oddłużenie
Po upływie terminu do zgłaszania wierzytelności i przeprowadzeniu przez syndyka likwidacji majątku wchodzącego w skład masy upadłości, syndyk przedkłada sądowi projekt planu spłaty wierzycieli wraz ze stanowiskiem upadłego oraz wierzycieli, co do rozwiązań zaproponowanych w projekcie. Projekt planu spłaty podlega rozpoznaniu przez sąd. W postanowieniu o ustaleniu planu spłaty wierzycieli sąd:
1) wymienia wierzycieli uczestniczących w planie spłaty;
2) dokonuje podziału funduszy masy upadłości pomiędzy wierzycieli uczestniczących w planie spłaty, jeżeli w postępowaniu zgromadzono fundusze masy upadłości;
3) ustala, czy upadły doprowadził do swojej niewypłacalności lub istotnie zwiększył jej stopień umyślnie lub wskutek rażącego niedbalstwa;
4) określa, w jakim zakresie i okresie, nie dłuższym niż trzydzieści sześć miesięcy, upadły jest obowiązany spłacać zobowiązania, które w postępowaniu upadłościowym prowadzonym zgodnie z przepisami części pierwszej zostałyby uznane na liście wierzytelności, oraz jaka część zobowiązań upadłego powstałych przed dniem ogłoszenia upadłości zostanie umorzona po wykonaniu planu spłaty wierzycieli.
Plan spłaty wierzycieli, co do zasady może być ustalony na okres do 36 miesięcy. W przypadku natomiast upadłego dłużnika, który doprowadził do swojej niewypłacalności lub istotnie zwiększył jej stopień wskutek umyślnego działania lub rażącego niedbalstwa plan spłaty może być ustalony nawet na 7 lat.  
Po rzetelnym stosowaniu się do obowiązków wynikających z planu spłat – zobowiązania niespłacone w toku postępowania z mocy prawa zostaną umorzone, a dłużnik zostanie całkowicie oddłużony. Nie podlegają jednak umorzeniu zobowiązania o charakterze alimentacyjnym, zobowiązania wynikające z rent z tytułu odszkodowania za wywołanie choroby, niezdolności do pracy, kalectwa lub śmierci, zobowiązania do zapłaty orzeczonych przez sąd kar grzywny, a także do wykonania obowiązku naprawienia szkody oraz zadośćuczynienia za doznaną krzywdę, zobowiązania do zapłaty nawiązki lub świadczenia pieniężnego orzeczonych przez sąd jako środek karny lub środek związany z poddaniem sprawcy próbie, jak również zobowiązania do naprawienia szkody wynikającej z przestępstwa lub wykroczenia stwierdzonego prawomocnym orzeczeniem oraz zobowiązania, których upadły umyślnie nie ujawnił, jeżeli wierzyciel nie brał udziału w postępowaniu.
Sąd upadłościowy ma również możliwość umorzenia zobowiązań upadłego bez ustalenia planu spłaty wierzycieli, jeśli osobista sytuacja upadłego w oczywisty sposób wskazuje, że jest on trwale niezdolny do dokonywania jakichkolwiek spłat w ramach planu spłaty wierzycieli.

## Upadłość konsumencka a komornik
W przypadku ogłoszenia upadłości konsumenckiej egzekucje komornicze zostają umorzone. Jednak samo złożenie wniosku o upadłość konsumencką nie wstrzymuje automatycznie biegu już prowadzonych egzekucji komorniczych.

## Upadłość konsumencka transgraniczna
Istnieje możliwość ogłoszenia upadłości konsumenckiej transgranicznej, jeżeli polski obywatel przeniesie swoje centrum interesów życiowych i zawodowych do innego państwa członkowskiego Unii Europejskiej. Zgodnie z Rozporządzeniem Parlamentu Europejskiego i Rady (UE) 2015/848 z dnia 20 maja 2015 w sprawie postępowania upadłościowego (wersja przekształcona) sądem właściwym dla otwarcia postępowania upadłościowego jest sąd państwa, w którym znajduje się główny ośrodek podstawowej działalności dłużnika, a nie sąd państwa, w którym dłużnik posiada zadłużenie. Dłużnika i wierzycieli obowiązują przepisy dot. upadłości obowiązujące w kraju umiejscowienia sądu przeprowadzającego postępowanie.
Po ogłoszeniu upadłości w innym państwie członkowskim UE polscy wierzyciele nie mają prawa dochodzić swoich wierzytelności, a polscy komornicy są zobowiązani do zaprzestania egzekucji na zasadach przewidzianych w prawie tego państwa. Nie mają oni także prawa podważyć wyroków sądów innego państwa. W wyroku z dnia 16 lutego 2011 Sąd Najwyższy stwierdził, że:

W celu zachowania zasady zaufania, orzeczenie sądu państwa członkowskiego o wszczęciu postępowania upadłościowego powinno być, po pierwsze, automatycznie uznane przez wszystkie państwa członkowskie, po drugie, orzeczenie to powinno być uznane bez badania jego prawidłowości, i po trzecie, orzeczenie to wywołuje we wszystkich państwach członkowskich skutki, które wynikają z prawa państwa wszczęcia postępowania.
Mając na uwadze treść art. 26 oraz art. 16 zdanie 2 Rozporządzenia Rady WE nr 1346/2000 z dnia 29 maja 2000 r. w sprawie postępowania upadłościowego, uznać należy, że przepis ten nie daje podstawy do merytorycznego badania orzeczenia wszczynającego postępowanie upadłościowe, czyli badania istoty zawartego w nim rozstrzygnięcia, a zwłaszcza nie daje podstawy do badania przesłanek przyjętych za podstawę orzeczenia.

## Dane statystyczne
Pod koniec 2015 roku ogłoszono, że przez ten rok odnotowano trzydziestokrotny wzrost orzeczeń o upadłości konsumenckiej w stosunku do poprzednich pięciu lat. Przeciętna kwota zadłużenia redukowanego lub umorzonego w toku postępowania to 160 tys. zł, sądy orzekały także w sprawie pięciokrotnie mniejszego zadłużenia. Uwzględniały wnioski osób samotnie wychowujących dzieci, obciążonych kredytami, szczególnie we frankach szwajcarskich. Liczba osób ,które ogłaszają upadłość konsumencką, systematycznie rośnie. W 2015 roku upadłość ogłosiło 2112 osób, w roku 2016 były to już 4434 osoby, a w 2017 roku 5535 osób. W roku 2018 sądy ogłosiły upadłość konsumencką w stosunku do 6570 osób, a w okresie od stycznia do końca czerwca 2019 roku było ich 3821. Za cały 2019 rok ogłoszono 7 944 upadłości konsumenckich, a w 2020 roku było ich aż 13 084.  Gwałtowny wzrost liczby upadłości konsumenckich przyniósł rok 2021. Warto zwrócić uwagę, że liczba osób, które ogłosiły upadłość do końca maja 2021 roku jest równa liczbie osób, które ogłosiły upadłość w całym 2019 roku.Polacy, którzy decydują się na upadłość konsumencką najczęściej są w wieku od 40 do 49 lat.